# 3994 Ayashi
3994 Ayashi è un asteroide della fascia principale del diametro medio di circa 13,71 km. Scoperto nel 1988, presenta un'orbita caratterizzata da un semiasse maggiore pari a 2,6520556 UA e da un'eccentricità di 0,2447642, inclinata di 3,68065° rispetto all'eclittica.